# Hannoveri repülőtér
A Hannoveri repülőtér (IATA: HAJ, ICAO: EDDV) egy nemzetközi repülőtér Németországban, Hannover közelében. Éves utasforgalma 5 223 745 fő (2024).

## Futópályák
A repülőtér futópályái:
- 09L/27R (3200 m, 45 m, beton)
- 09R/27L (2340 m, 45 m, beton)
- 09C/27C (550 m, 23 m, aszfalt)

## Forgalom
Az utasforgalom az elmúlt években az alábbi módon változott:
| Utasok száma | 2 894 763 | 4 270 832 | 4 829 128 | 4 751 921 | 5 699 299 | 4 969 799 | 5 234 909 | 5 870 104 | 1 452 361 | 5 223 745 |
|              | 1991      | 1995      | 1998      | 2002      | 2006      | 2009      | 2013      | 2017      | 2020      | 2024      |

## Légitársaságok és úticélok

### Személy
| Légitársaság                  | Célállomások |
| ----------------------------- | --- |
| Aegean Airlines               | Szezonális: Athens, Thessaloniki |
| Aeroflot                      | Moscow–Sheremetyevo |
| Air France Hop                | Párizs–Charles de Gaulle |
| Air Serbia                    | Niš |
| Belavia                       | Minsk |
| British Airways               | London–Heathrow |
| Bulgarian Air Charter         | Szezonális: Burgas, Varna |
| Condor                        | Fuerteventura, Gran Canaria, Hurghada, Lanzarote, La Palma, Tenerife–South Szezonális: Corfu, Funchal, Heraklion, Kos, Lamezia Terme, Olbia, Palma de Mallorca, Rhodes, Samos, Split                                                                           |
| Corendon Airlines             | Antalya, Ankara, Fuerteventura, Gran Canaria, Hurghada, Izmir, Lanzarote, Tenerife–South Szezonális: Adana, Bodrum, Catania, Diyarbakır, Gaziantep, Gazipaşa, Heraklion, Ibiza, Kayseri, Kos, Lamezia Terme, Olbia, Palma de Mallorca, Rhodes, Sharm El Sheikh |
| Eurowings                     | Palma de Mallorca, Pristina, Stuttgart, Bécs Szezonális: Kos, Lamezia Terme, Split, Tenerife–South, Thessaloniki, Varna |
| Holiday Europe                | Szezonális charter: Hurghada, Marsa Alam, Sharm El Sheikh |
| KLM                           | Amszterdam |
| LOT                           | Varsó–Chopin |
| Lufthansa                     | Frankfurt, München |
| Montenegro Airlines           | Szezonális: Tivat |
| Nordwind Airlines             | Moscow–Sheremetyevo |
| Onur Air                      | Szezonális: Antalya |
| Pegasus Airlines              | Istanbul–Sabiha Gökçen Szezonális: Antalya |
| Ryanair                       | Palma de Mallorca |
| Scandinavian Airlines         | Koppenhága |
| SunExpress                    | Adana, Ankara, Antalya, Izmir Szezonális: Bodrum, Gaziantep, Kayseri |
| Swiss International Air Lines | Zürich |
| TUI fly Deutschland           | Boa Vista, Fuerteventura, Funchal, Gran Canaria, Hurghada, Lanzarote, Marsa Alam, Palma de Mallorca, Sal, Tenerife–South Szezonális: Corfu, Dalaman, Enfidha, Faro, Heraklion, Ibiza, Jerez de la Frontera, Kos, Larnaca, Menorca, Patras, Rhodes              |
| Tunisair                      | Szezonális: Djerba |
| Turkish Airlines              | Istanbul Szezonális: Adana, Ankara, Diyarbakır, Samsun |
| Volotea                       | Szezonális: Cagliari, Toulouse, Venice |
| Vueling                       | Barcelona |
| Wizz Air                      | Belgrád, Budapest, Kijev–Zsuljani, Skopje, Varna |

### Cargo
| Légitársaság | Célállomások                            |
| ------------ | --------------------------------------- |
| FedEx        | Billund, Liège, Paris–Charles de Gaulle |

## Statisztikák
| Év   | Utasszám  | Változás |
| ---- | --------- | -------- |
| 2000 | 5 530 284 | Állandó  |
| 2001 | 5 157 558 | -6,7%    |
| 2002 | 4 751 921 | -7,8%    |
| 2003 | 5 044 870 | 6,1%     |
| 2004 | 5 249 169 | 4,0%     |
| 2005 | 5 637 385 | 7,4%     |
| 2006 | 5 699 299 | 1,1%     |
| 2007 | 5 644 582 | -1%      |
| 2008 | 5 637 517 | -0,1%    |
| 2009 | 4 969 799 | -11,8%   |
| 2010 | 5 059 800 | 2%       |
| 2011 | 5 340 264 | 5,5%     |
| 2012 | 5 287 831 | -1%      |
| 2013 | 5 234 909 | -1%      |
| 2014 | 5 291 981 | 1%       |
| 2015 | 5 452 669 | 3%       |
| 2016 | 5 408 814 | -1%      |
| 2017 | 5 870 104 | 8,5%     |
| 2018 | 6 324 634 | 7,7%     |